# Équation de Drake

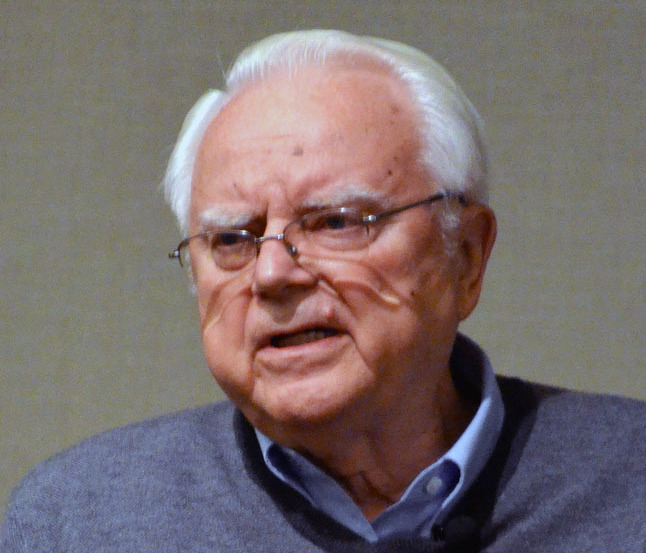
L'astronome américain Frank Drake (ici en 2012) est l'inventeur de l'équation qui porte son nom.

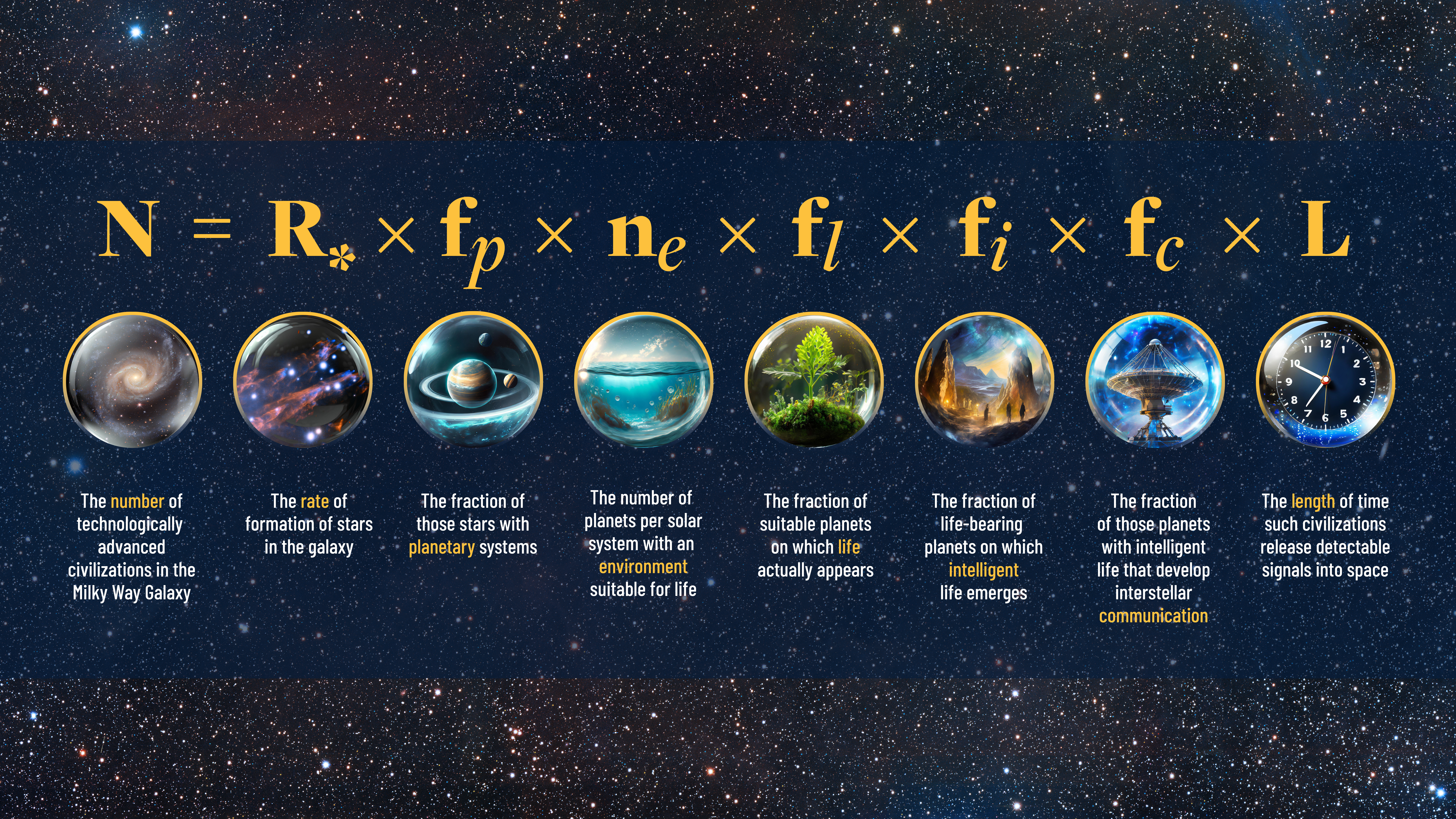
Illustration de l'équation de Drake par le NOIRLab.

Pour les articles homonymes, voir Drake.
L'équation de Drake, ou formule de Drake, est une proposition mathématique qui estime le nombre potentiel de civilisations extraterrestres dans notre galaxie avec qui nous pourrions entrer en contact. Le principal objet de cette équation pour les scientifiques est de déterminer ses facteurs, afin de connaître le nombre probable de ces civilisations.
Cette formule a été suggérée par l'astronome américain Frank Drake en 1961 et concerne les sciences telles que l'exobiologie, la futurobiologie, l'astrosociologie, ainsi que le projet SETI.
Dans l'état actuel de nos connaissances, l'estimation de la plupart des paramètres de la formule reste très incertaine, si bien qu'en fonction des choix adoptés, le résultat peut être bien inférieur à un (auquel cas nous serions probablement les seuls êtres technologiquement avancés dans la Galaxie), ou au contraire atteindre plusieurs centaines ou milliers voire davantage. Le principal intérêt de cette formule est donc, pour l'instant, de montrer qu'une question semblant relever de la science-fiction peut être appréhendée de façon scientifique, et ramenée à l'estimation de paramètres astronomiques ou probabilistes définis.

## L'équation de Drake
L'équation de Drake dit que le nombre N probable de civilisations dans notre galaxie est égal au produit de sept paramètres :
{\displaystyle N=R^{*}~\times ~f_{p}~\times ~n_{e}~\times ~f_{l}~\times ~f_{i}~\times ~f_{c}~\times ~L}
où :
- R* est le nombre d'étoiles qui se forment annuellement dans notre galaxie ;
- fp est la part des étoiles dotées de planètes ;
- ne est l'espérance du nombre de planètes potentiellement propices à la vie par étoile ;
- fl est la part de ces planètes où la vie apparaît effectivement ;
- fi est la part de ces planètes où apparaît la vie intelligente ;
- fc est la part de ces planètes capables et désireuses de communiquer ;
- L est la durée de vie moyenne d'une civilisation, en années.

Si {\displaystyle N>1}, nous ne sommes probablement pas seuls. Si N est suffisamment grand, nous pourrions entrer en contact avec les civilisations extraterrestres les plus proches (une distance de x années-lumière implique un temps d'acheminement des signaux de x années).

## Estimation historique des paramètres de l'équation de Drake
Les scientifiques, de nos jours, ont des désaccords considérables sur les valeurs que peuvent prendre ces paramètres. Les valeurs utilisées par Drake et ses collègues en 1961 sont, :
- R* = 10 an−1 ;
- fp = 0,5 ;
- ne = 2 ;
- fl = 1 ;
- fi = fc = 0,01 ;
- L = 10 000 années.

Ce qui donne N = 10 civilisations en mesure de communiquer dans la Voie lactée.

### Discussion sur les valeurs
La valeur de R* est la moins discutable.
Celle de fp est plus incertaine mais plus constante que les autres valeurs.
Avant la découverte de nombreuses exoplanètes au début des années 2000, les scientifiques pensaient que ne était plus importante, mais la découverte de nombreuses géantes gazeuses aux orbites proches de leur étoile sème le doute sur les planètes qui peuvent être propices à une vie aussi rapprochée de leur étoile. D'autres font cependant observer que l'échantillon des exoplanètes découvertes jusqu'à présent n'est absolument pas représentatif : il est normal de commencer par la détection des objets les plus gros, et les exoplanètes telluriques restent à découvrir.
De plus, la plupart des étoiles de notre galaxie sont des naines rouges, qui possèdent un faible rayonnement ultraviolet, lequel a contribué à l'évolution de la vie sur Terre. À la place, elles émettent un violent rayonnement, principalement en rayons X, une propriété non favorable à la vie telle que nous la connaissons (des simulations suggèrent également que ce rayonnement érode l'atmosphère des planètes). La possibilité de vie sur des satellites de planètes géantes gazeuses (par exemple Europe, le satellite de Jupiter) renforce de manière incertaine ce cas de figure.
Ainsi, les défenseurs de l'hypothèse de la Terre rare posent plusieurs contraintes nécessaires à l'habitabilité d'une planète, comme un faible rayonnement du milieu intergalactique, une haute métallicité de l'étoile, une densité de matière suffisamment faible pour limiter le bombardement météoritique, etc. Ils estiment aussi nécessaire le rôle protecteur des planètes géantes gazeuses sur les orbitres externes, sachant que leur orbitre doit être stabilisée (par exemple par résonance orbitale) afin de ne pas évoluer vers un Jupiter chaud. La présence de plaques tectoniques, d'un grand satellite, d'une inclinaison orbitale modérée, etc. leur paraît également une condition nécessaire.
Au regard de la vie sur Terre, il est plausible que fl soit proche de un car la vie sur Terre semble avoir commencé presque immédiatement après que les conditions l'ont rendue possible, suggérant que l'abiogenèse est relativement facile une fois que les conditions sont favorables. Par ailleurs, on découvre sur Terre de plus en plus d'organismes vivants dits extrêmophiles parvenant à survivre dans des conditions extrêmes (fonds marins, caldeiras, environnement soufrés, etc.). Ce facteur n'en reste pas moins très discutable.
Une donnée qui aurait un impact majeur sur ce dernier serait la présence controversée de vie (primitive) sur Mars. La vérification du développement de la vie sur Mars, indépendamment de celle sur Terre, plaiderait en faveur d'une valeur élevée pour ce facteur.
fi, fc et L sont plus petits que supposés[réf. nécessaire]. fi a été modifié depuis la découverte du fait que l'orbite du système solaire dans la Galaxie est circulaire et reste en dehors du bras de la Galaxie pendant des centaines de millions d'années, évitant les radiations des novas. En outre, les satellites rares comme la Lune semblent contribuer à la conservation de l'hydrogène en brisant la croûte terrestre, provoquant une magnétosphère, par vagues de chaleur et de mouvements, et stabilisant l'axe de rotation de la planète. De plus, puisqu'il semble que la vie se développe juste après la formation de la Terre, l'explosion cambrienne dans laquelle une grande diversité de formes de vie multicellulaires s'est transformée en êtres pluricellulaires, apparaît un temps considérable après la formation de la Terre, ce qui suggère la possibilité que des conditions particulières sont nécessaires pour que cela arrive. Des scénarios, comme la Terre boule de neige, ou la recherche parmi les événements d'extinction ont suggéré la possibilité que la vie sur Terre soit relativement fragile. Une fois encore, la controverse sur le fait que la vie a pris forme sur Mars, puis cessé d'exister, affecterait les estimations de ces facteurs.
L'astronome Carl Sagan a conjecturé que les valeurs de tous les facteurs, hormis celle de la durée de vie d'une civilisation, doivent être relativement élevées, et le facteur déterminant est de savoir si une civilisation possède ou non la capacité technologique d'éviter l'auto-destruction. Dans le cas de Sagan, l'équation de Drake a été une motivation forte de son intérêt pour les problèmes environnementaux et son activité de communication sur les dangers des armes nucléaires.
La chose remarquable à propos de l'équation de Drake est que, en insérant des valeurs plausibles pour chaque paramètre, on obtient généralement une valeur N >> 1. Ce résultat a été source de grande motivation pour le projet Search for Extra-Terrestrial Intelligence (SETI). Cependant, cela est en conflit avec la valeur observée de N = 1, soit une seule forme de vie intelligente dans la Voie lactée, la nôtre.
Ce conflit est aussi formulé dans le paradoxe de Fermi, celui-ci ayant été le premier à suggérer que notre compréhension de ce qu'est une valeur « conservative » (prudente) pour quelques paramètres peut être excessivement optimiste, ou que quelques autres facteurs peuvent intervenir en ce qui concerne la destruction d'une vie intelligente.
D'autres hypothèses donnent des valeurs de N inférieures à 1, mais quelques observateurs croient que c'est encore compatible avec les observations dues au principe anthropique : peu importe combien est basse la probabilité qu'une galaxie donnée ait une vie intelligente, la galaxie dans laquelle nous nous trouvons doit avoir au moins une espèce intelligente par définition. Il pourrait y avoir des centaines de galaxies dans notre amas sans aucune vie intelligente, mais évidemment nous ne sommes pas dans ces galaxies pour observer ce fait.

### Estimations courantes des paramètres de l'équation
Cette section tente de lister les meilleures estimations à l'époque actuelle (2004) pour les paramètres de l'équation de Drake ; ils sont susceptibles de changer si de meilleurs résultats sont trouvés.
- R* est le taux de formation de nouvelles étoiles dans notre galaxie
→ estimé par Drake à dix par an : R* = 10 an−1
- fp est la fraction de ces étoiles possédant des planètes
→ estimé par Drake à 0,5
- ne est le nombre moyen de planètes par étoile potentiellement propices à la vie (avec l'indice e pour earth-like (« semblable à la Terre »))
→ estimé par Drake à 2
- fl est la fraction de ces planètes sur lesquelles la vie apparaît effectivement (avec l'indice l pour life (« vie »))
→ estimé par Drake à 1.
En 2002, Charles Lineweaver (d) et Tamara Davis (en)[9] (à l'université de Nouvelle-Galles du Sud et avec le Centre australien d'astrobiologie) ont estimé fl > 0,33 utilisant un argument statistique basé sur le temps qu'a mis la vie pour se développer sur Terre. Lineweaver a aussi déterminé qu'approximativement 10 % des systèmes planétaires dans notre galaxie sont propices à la vie, ayant des éléments lourds, étant loin des supernovas et étant stables entre eux pendant une période suffisante[10].
- fi est la fraction de ces planètes sur lesquelles apparaît une vie intelligente
→ estimé par Drake à 0,01.
Cependant, les systèmes planétaires dans l'orbite galactique avec une exposition aux radiations aussi basse que le Système solaire sont plus de 100 000 fois plus rares.
- fc est la fraction de ces planètes capables et désireuses de communiquer
→ estimé par Drake à 0,01
- L est la durée de vie moyenne d'une civilisation
→ estimé par Drake à 10 000 années.
Une limite basse de L peut être estimée à partir de notre civilisation avec l'avènement de la radioastronomie en 1938 (daté du radiotélescope parabolique de Grote Reber) jusqu'à l'année courante. En 2017, cela donne une valeur de L égale à 79 années.

Dans un article du Scientific American, Michael Shermer estima L à 420 années, en compilant les durées de six civilisations historiques. Utilisant 28 civilisations plus récentes que l'Empire romain, il calcula L à environ 304 années pour les civilisations « modernes ». Cela ne tient cependant pas compte que des civilisations qui n'ont pas détruit leur technologie et qui l'ont transmise aux civilisations qui les ont suivies. Shermer estima donc que l'on devait regarder cette valeur de manière pessimiste.
Dans la pratique, l'équation consiste à essayer de déterminer une quantité inconnue à partir d'autres quantités qui sont tout aussi inconnues qu'elle. Il n'existe donc pas de garantie que l'on soit davantage fixé après cette estimation qu'avant (argument nommé parfois dans la littérature « garbage in, garbage out »).
En l'absence d'expérience concrète, le cerveau humain est très mal équipé pour estimer des probabilités à moins d'un pour cent, et que nous parlons dans le langage courant de « probabilité de 1 sur 1 000 » ou « 1 sur 100 000 » pour exprimer en fait que nous estimons quelque chose peu probable. C'est parce que nous estimons mal les probabilités très faibles que des jeux comme le loto perdurent, peu de gens ayant effectué un calcul qui leur donne plus de probabilité de mourir avant le tirage que de gagner un lot d'un montant très important.
Le monde bayésien travaille plus volontiers en décibels. Une probabilité de 10-7 vaut alors −70 dB et une probabilité de 10-9 vaut −90 dB, ce qui les différencie nettement[réf. souhaitée].

## Critiques
Les principales critiques de l'équation de Drake concernent la difficulté quant à l'évaluation des termes qui la composent. Ainsi, bien que le taux de formation d'étoiles et le nombre d'exoplanètes soient relativement bien connus, les autres termes sont très spéculatifs. Ils font intervenir des notions liées non seulement à la physique, mais également à l'évolution de la vie, de l'intelligence et des civilisations. Il devient ainsi difficile, voire impossible d'estimer des paramètres probabilistes lorsqu'un seul exemple est connu. Le résultat est que l'incertitude du résultat de l'équation devient si grande qu'elle dépasse de loin ce que plusieurs peuvent juger acceptable ou significatif.
Une réponse typique à ces critiques est que, même si elle est de nature très spéculative, l'équation de Drake vise surtout à stimuler les échanges sur le sujet de la vie extraterrestre intelligente. C'est dans cette optique que Drake l'a proposée lors de la conférence de Green Bank.
Cette équation est souvent mise en balance avec le paradoxe de Fermi qui, avec des méthodes différentes, formule une conclusion diamétralement opposée à celle de Drake. Le principe anthropique faible, quant à lui, suggère que dans le cas d'un multivers nous n'aurions pas de raison particulière de nous trouver dans un des univers ayant donné naissance plus d'une fois à la vie consciente.

## Dérivés

### Équation de Dole
En 1964, Stephen H. Dole propose une version modifiée de l'équation de Drake pour évaluer le nombre probable de planètes habitables par l'homme dans la Voie lactée. Celui-ci est estimé par l'auteur à environ 35 millions.

### Équation de Seager
En 2013, Sara Seager propose une version modifiée de l'équation de Drake pour estimer le nombre de planètes habitables dans la Galaxie. Au lieu de considérer des extraterrestres ayant une technologie radio, Seager s'est simplement intéressée à la présence d'une quelconque vie extraterrestre. L'équation se concentre sur la recherche de planètes avec des biomarqueurs, molécules (de gaz ici) produits par les organismes vivants qui peuvent s'accumuler dans l'atmosphère d'une planète à des niveaux détectables par des télescopes spatiaux distants.
L'équation de Seager est :
{\displaystyle N=N^{*}F_{Q}\,F_{HZ}\,F_{o}\,F_{L}\,F_{S}}
avec :
- N : le nombre de planètes avec des signes de vie détectables,
- N* : le nombre d'étoiles observées,
- FQ : la fraction d'étoiles calmes,
- FHZ : la fraction d'étoiles avec des planètes rocheuses situées dans la zone habitable,
- Fo : la fraction de ces planètes qui peuvent être observées,
- FL : la fraction de ces dernières qui abritent effectivement la vie,
- FS : la fraction de celles-ci sur lesquelles la vie produit des signatures gazeuses détectables.